# Ri Sol-ču
Ri Sol-ču (리설주: 리설주; hanča: 李雪主 nebo 李雪珠; * leden 1985–1989) je od roku 2009 manželka nejvyššího vůdce KLDR Kima Čong-una a bývalá severokorejská zpěvačka. Po manželově boku se na veřejnosti začala objevovat už počátkem července 2012, ovšem teprve 25. července roku 2022 byla odhalena její identita.
Pravděpodobně ještě v roce 2012 Kimovi porodila dceru Ču-e. Svět s tímto faktem seznámil bývalý americký basketbalista Dennis Rodman, který tak prozradil skutečnost, ke které se místní režim nevyjadřuje. Nikdy oficiálně nepotvrdil ani těhotenství Ri Sol-ču, rovněž datum narození dítěte není známo.